# 修善寺町
修善寺町（しゅぜんじちょう）は、かつて静岡県田方郡にあった町。伊豆半島の北部に位置していた。
2004年（平成16年）4月1日に天城湯ケ島町・中伊豆町・土肥町と合併して伊豆市が発足し、修善寺町は廃止された。

## 地理
伊豆半島の北部に位置する。
- 川：狩野川、修善寺川、大見川
- 山：達磨山、伽藍山、城山、巣雲山

## 歴史

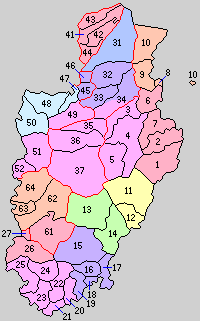
49が町村制施行時の修善寺村。(34.北狩野村 35.下狩野村)

- 江戸時代末期: 伊豆国君沢郡に熊坂村、堀切村、本立野村、小立野村、上修善寺村、下修善寺村の村々があり、荻野山中藩が治めていたが、上修善寺村は、幕府領・旗本領・荻野山中藩領ほか寺社領が旧高旧領取調帳にみえる。
- 1889年（明治22年）4月1日: 町村制施行、君沢郡修善寺村となる。
- 1896年（明治29年）4月1日: 君沢郡が田方郡と合併し、田方郡修善寺村となる。
- 1924年（大正13年）8月31日: 町制施行。修善寺町となる。
- 1956年（昭和31年）9月30日: 田方郡下狩野村を編入。
- 1959年（昭和34年）4月10日: 田方郡北狩野村の牧之郷、柏久保、大野の一部を編入、他は田方郡大仁町へ編入。
- 2004年（平成16年）4月1日: 天城湯ケ島町、中伊豆町、土肥町と合併して伊豆市が発足。同日修善寺町廃止。

## 交通
鉄道
- 伊豆箱根鉄道駿豆線
  - 修善寺駅、牧之郷駅

道路
- 国道136号

## 教育

### 小学校
- 修善寺町立修善寺小学校
- 修善寺町立修善寺東小学校
- 修善寺町立修善寺南小学校
- 修善寺町立熊坂小学校

### 中学校
- 修善寺町立修善寺中学校

### 高等学校
- 静岡県立修善寺工業高等学校

## 名所・旧跡・観光スポット
- 修禅寺 - 修善寺温泉街にある曹洞宗の寺院。
- 修善寺温泉 - 伊豆半島で最も歴史の古い温泉。日本百名湯。
- 修善寺中央劇場 - かつて土肥町にあった映画館。1960年（昭和35年）の田方郡には10館の映画館があった[注 1]。
- 桂座 - かつて土肥町にあった映画館。
- 日本競輪学校 (現・日本競輪選手養成所）- 競輪選手を養成する施設。

## 出身有名人
- 市毛良枝（女優）
- 十代目春風亭傳枝（落語家）
- 海瀬壮祐（漫画家）
- 落合祐里香（現：長谷優里奈）（声優）
- 斉藤恒芳（作曲家）
- マジカル・パワー・マコ（音楽家）
- 星あや（ファッションモデル）

## 姉妹都市
- カナダ カナダ・ブリティッシュコロンビア州 ネルソン市